# カトリック山手教会

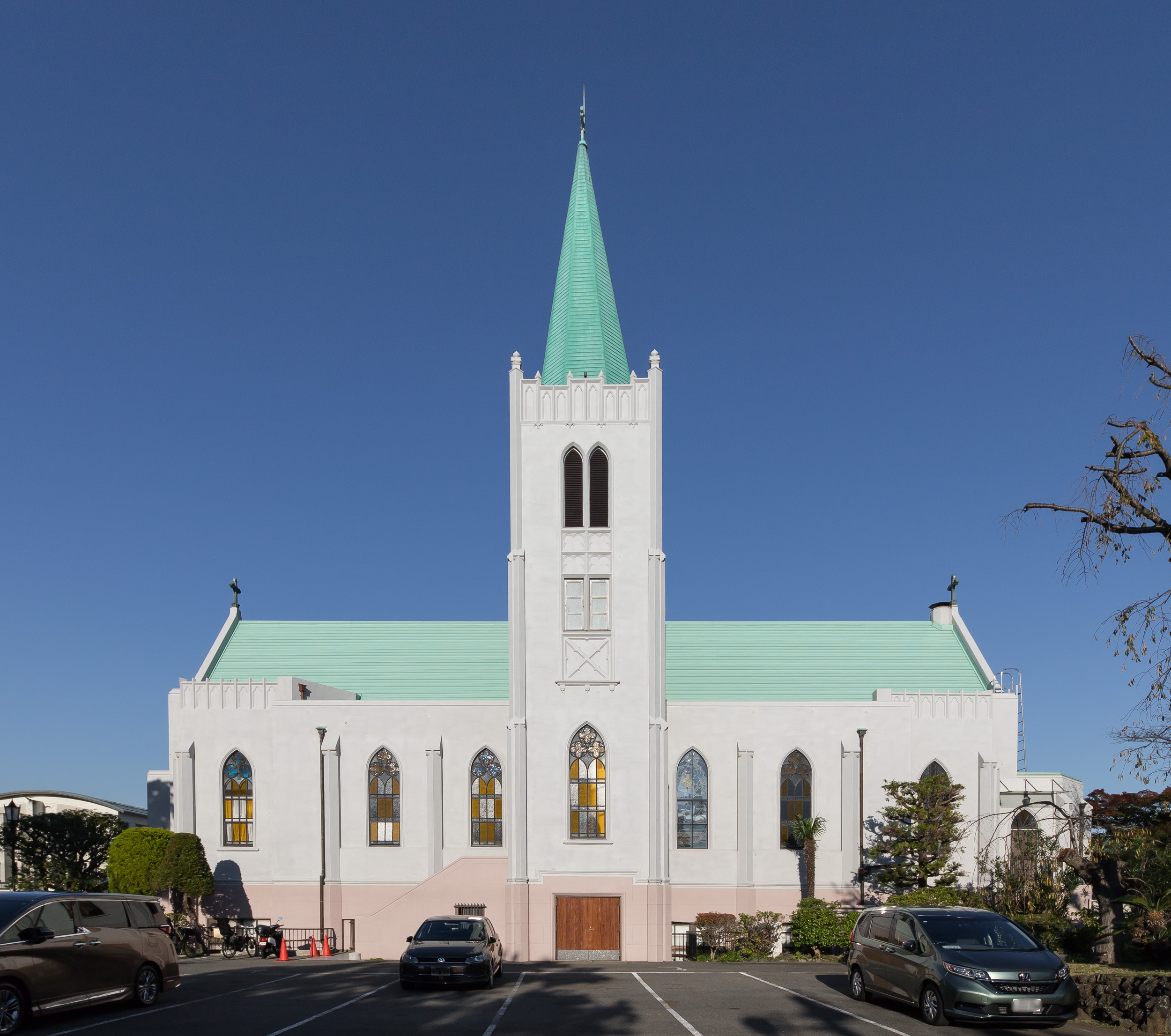
ヤン・ヨセフ・スワガー設計、1933建築、横浜市認定歴史的建造物。

カトリック山手教会（カトリックやまてきょうかい）は、神奈川県横浜市にあるキリスト教カトリックの教会および聖堂。英語名はSacred Heart Cathedral（聖心大聖堂）。カトリック横浜司教区の司教座聖堂（カテドラル、大聖堂）である。

## 歴史
禁教令緩和直後の1862年、横浜居留地（現在の山下町）にパリ外国宣教会が創建した横浜天主堂が1906年、現在地に移転した。しかし1923年、関東大震災で倒壊した。ヤン・ヨセフ・スワガーの設計により1933年に再建され、現在に至る。

## 所在地
- 〒231-0862　神奈川県横浜市中区山手町44番地

## その他
併設施設として横浜みこころ幼稚園がある。